# 条纹四鳍旗鱼
条纹四鳍旗鱼（学名：Kajikia audax）为旗鱼科四鳍旗鱼属的鱼类，俗名黄旗鱼、红肉旗鱼。分布于台湾基隆、成功等。该物种的模式产地在智利Iguigue。